# پی‌بیر

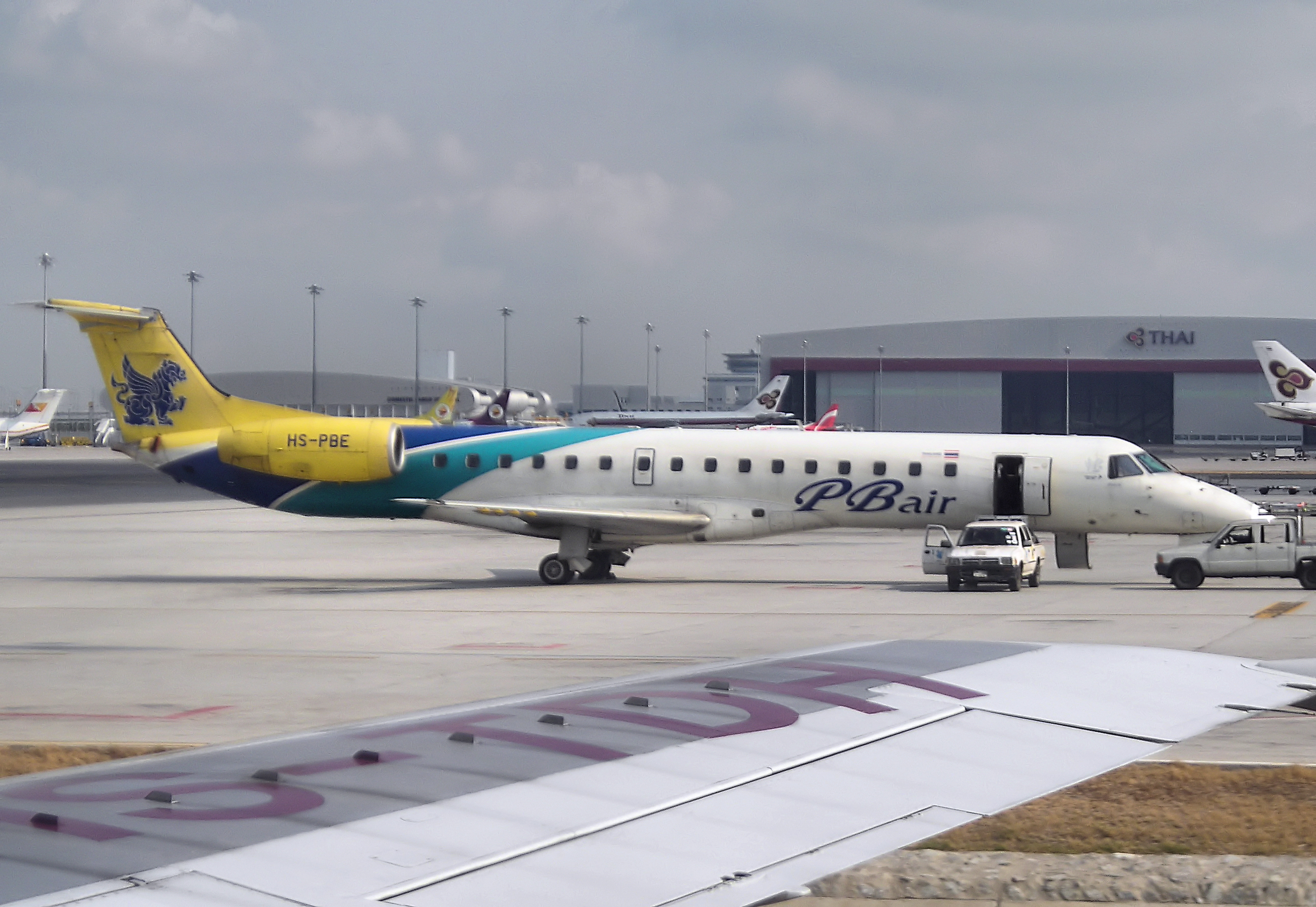
هواپیمای PBair Embraer ERJ-145 در فرودگاه بین المللی Suvarnabhumi در نزدیکی بانکوک

پی‌بیر (انگلیسی: PBair) شرکت هواپیمایی تایلندی است، که در سال ۱۹۹۰ تأسیس شد.